# Teargas
Teargas — мини-альбом из трёх песен шведской метал-группы Katatonia. Был выпущен на Peaceville Records и Snapper Music 20 февраля 2001 года. Является первым релизом с Маттиасом Норрманом и Даниэлем Лильеквистом в составе, которые закрепили состав группы в качестве квинтета на последующее десятилетие до релиза альбома Night Is the New Day в ноябре 2009 года. Данный мини-альбом присутствует на сборнике The Black Sessions.

## Список композиций
Все тексты написаны Йонасом Ренксе, вся музыка написана написана Ренксе и Андерсом Нюстрёмом.
| №                   | Название            | Длительность |
| ------------------- | ------------------- | ------------ |
| 1.                  | «Teargas»           | 3:23         |
| 2.                  | «Sulfur»            | 6:21         |
| 3.                  | «March 4»           | 3:50         |
| Общая длительность: | Общая длительность: | 13:34        |

## Участники записи
Katatonia
- Йонас Ренксе — вокал
- Андерс Нюстрём — гитара, меллотрон
- Фредрик Норрман — гитара
- Маттиас Норрман — бас-гитара
- Даниэль Лильеквист — ударные

Продакшн
- Томас Скогсберг — сведение, инжиниринг
- Katatonia — дополнительное сведение, дополнительный инжиниринг
- Йоке Петтерсон — сведение, инжиниринг
- Питер Ин де Бету — мастеринг, редактирование